# سونیا یلیچ
سونیا یلیچ (انگلیسی: Sonja Yelich، کرواتی: Jelić؛ زادهٔ ۱۹۶۵) شاعر اهل نیوزیلند است. او مادر خواننده و ترانه‌نویس، لرد است. وی در دانشگاه آکلند ادبیات خواند و به عنوان یک معلم آموزش دیده تحصیل کرد.